# エフゲニー・ロフチェフ
エフゲニー・セラフィーモヴィチ・ロフチェフ (ロシア語: Евгений Серафимович Ловчев、1949年1月29日 -）は、ロシアの元サッカー選手、指導者。
旧ソ連代表。

## 経歴
ソ連代表での出場は 1970年FIFAワールドカップや、1972年の夏季オリンピック等52回。 1970年世界杯初戦のメキシコ戦ではワールドカップで初めてのイエローカードの提示を受けた選手となった。

## 個人
息子のエフゲニー・エフゲニエヴィチ・ロフチェフもカザフスタン代表のプロサッカー選手である。

## タイトル
- ソビエトトップリーグ 優勝:1969年
- ソビエトトップリーグ 準優勝:1974年
- ソビエトトップリーグ 3位:1970年
- ソ連カップ 優勝:1971年
- トップ33プレーヤーリスト：7回。
- ソ連年間最優秀選手:1972年